# Corecom
Corecom bzw. Korekom (bulgarisch Кореком, Kunstwort und Abkürzung aus den französischen Wörtern comptoir de represéntation commerciale) war eine Kette von Geschäften während der kommunistischen Zeit in Bulgarien (1944 bis 1989), die von 1960 bis in die 1990er Jahre existierte, in denen mit frei konvertierbarer Währung bezahlt wurde. Die Waren wurden oft teurer als in Westeuropa verkauft. Für die meisten Bulgaren waren sie unzugänglich, weil die Landeswährung Lew nicht akzeptiert wurde. Abgesehen von Diplomaten und zahlungskräftigen Touristen sowie Besuchern mit harter Währung war es ein Privileg eines eingeschränkten Personenkreises, darunter der bulgarischen Nomenklatura – einer kleinen Elitegruppe der allgemeinen Bevölkerung –, bei der Corecom einzukaufen. Es wurde nur wenigen Menschen genehmigt, entsprechend ins Ausland zu reisen oder im Westen zu arbeiten.
Die Geschäfte hatten das gleiche Prinzip wie die DDR-Intershops, die tschechoslowakischen Tuzex- oder die polnischen Pewex-Geschäfte. Corecom akzeptierte auch weitere westliche Währungen wie US-Dollar und Devisen-Zertifikate ähnlich wie die ostdeutschen Forumschecks und die chinesischen Foreign Exchange Certificate. Diese Einzelhandelsgeschäfte verkauften auch regelmäßig importierte Spirituosen und Tabakwaren, Unterhaltungselektronik (wie zum Beispiel Videorekorder und -kameras), Kosmetik, Kleidung, Zeitschriften, Spielwaren und sogar Lebensmittel und Süßigkeiten wie unter anderem Überraschungseier. Es wurden auch einige einheimische bulgarische Produkte angeboten, die eigentlich nur für den Export bestimmt, nur kaum bzw. gar nicht im bulgarischen Handel erhältlich waren oder die nur über lange Wartelisten per Anmeldung verkauft wurden.
Die größere Vielfalt und Qualität westlicher Konsumgüter, die für den Großteil der bulgarischen Bevölkerung unzugänglich waren, zeigten die eingeschränkten Möglichkeiten der sozialistischen Planwirtschaft in Bulgarien auf und standen zugleich im Gegensatz zu der von der Bulgarischen Kommunistischen Partei propagierten antiwestlichen Rhetorik.